# 에스프레소

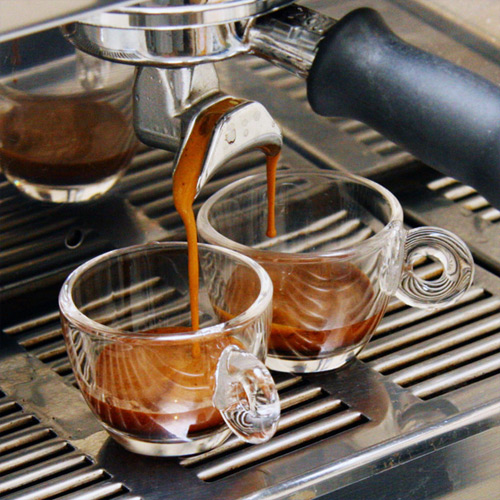
검붉은 갈색 "크레마(스키우마)"와 함께 에스프레소가 추출되고 있다.

에스프레소(이탈리아어: espresso, 문화어: 에스프렛쏘) 또는 카페 에스프레소(이탈리아어: caffè espresso)는 고압·고온의 물을 미세하게 분쇄한 커피 가루에 가해 추출해내는 고농축 커피의 일종이다.
초창기 에스프레소는 20세기 초반 이탈리아 밀라노 지역에서 개발되었다. 당시 에스프레소는 순수하게 수증기의 압력으로 추출되었다. 1940년대 중반 스프링 피스톤 레버 머신이 개발되어, 오늘날 우리가 알고 있는 형태의 에스프레소 커피가 제조되기 시작하였다. 오늘날에는 대개 대기압의 9~15배의 압력을 가해 에스프레소를 추출한다.
에스프레소의 가장 큰 특징은 드립 커피(거름종이에 내리는 커피)보다 농도가 짙다는 것이다. 같은 부피를 놓고 비교해 봤을 때 드립 커피보다 일정 부피 안에 용해된 고형체의 양이 많다. 그러나 흔히 생각하는 것과는 달리 카페인의 함유량이 적은데, 커피를 빠른 시간에 뽑아내기 때문이며, 에스프레소용 커피 콩이 드립용보다 카페인이 낮은 경우가 대부분이기 때문이다. 이탈리아어의 espresso의 의미 역시 '고속의', '빠른'의 형용사이다. 에스프레소용 커피는 주로 보통 내려 먹는 커피보다 강하게 볶은(한자어:강배전) 커피를 쓴다. 마실 때는 향을 먼저 맡고 크레마를 맛 본 다음 두 번에 나누어 마시거나 단번에 마시는 것이 좋다. 기호에 따라 레몬을 넣어 마시기도 한다.

## 추출 방법

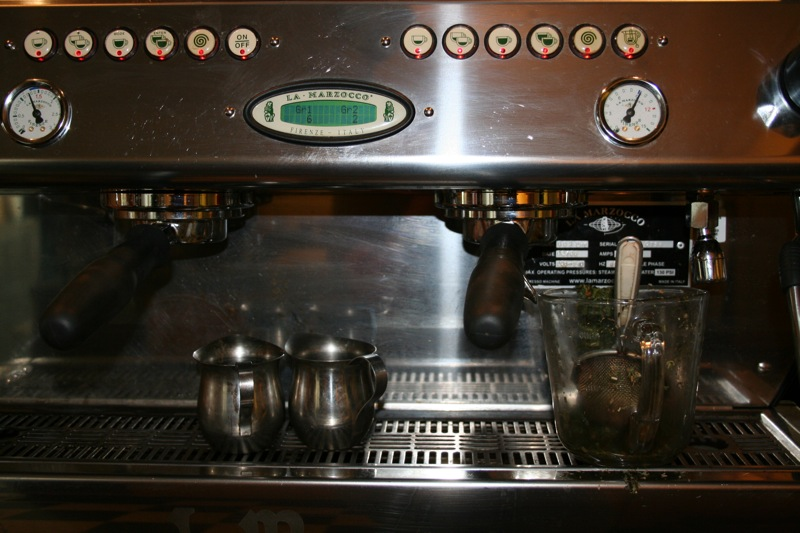
오늘날의 에스프레소 머신

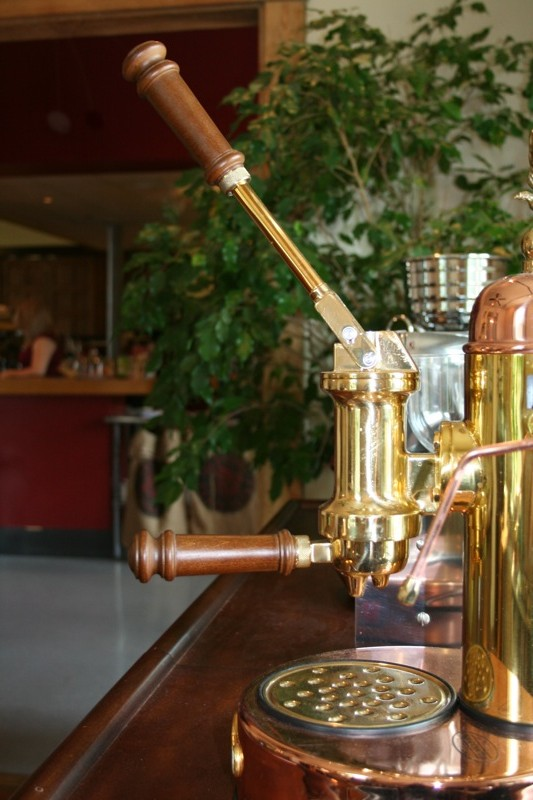
수동 에스프레소 머신

에스프레소를 만들기 위해서는 에스프레소 머신이 필요하다. 에스프레소 한 잔을 "샷(shot)"이라고 부르기도 한다. 샷이라는 용어는 레버가 달린 에스프레소 머신 때문에 생겨났다. 이런 유형의 머신에서는 스프링이 부착된 피스톤과 연결된 손잡이를 잡아 당겨줘야 한다. 이렇게 하면 적정한 압력하에서 고온의 물이 커피 사이를 통과하게 되어 있다.
가정에서 에스프레소 주전자를 이용해서 에스프레소를 만들 수도 있다. 이탈리아에서는 흔히 카페띠에라(cafetiera)라고 부르며, 영어권에서는 상표명을 따서 흔히 모카(Moka)라고 부른다. 주전자의 밑바닥에 물을 넣고 그 위의 거름막에 커피를 담으면 물이 끓으면서 올라오는 증기가 커피를 통과하여 주전자 밖으로 나오게 된다. 에스프레소 기계와는 달리 2~4기압의 압력으로 뽑아낼 수 있다. 이탈리아의 가정이나 소규모 에스프레소 커피점에서는 에스프레소 주전자를 사용하기도 한다.
보통 에스프레소 한 샷을 위해서는 7 내지 10 그램의 분쇄 커피가 필요하며, 두 샷을 위해서는 12 내지 18 그램의 분쇄 커피가 필요하다. 분쇄 커피는 금속 재질의 필터-배스킷에 채워진다.
추출은 여과식 추출과 침지식 추출이 있다.

## 원두 볶기
에스프레소는 커피콩의 종류나 커피의 볶은 정도와 상관없다. 흔히 알려져있는 것과는 다르게, 에스프레소의 뜻은 커피의 볶은 정도나 특정 커피콩 종류를 가리킨다. 북미의 어떤 메이저 커피 체인은 에스프레소 커피의 로스트 종류로서 다크 로스트(dark roasts)를 사용하도록 권장한다. 하지만 월드 바리스타 챔피언십(World Barista Championship)에서는 커피콩 표면에 거의 기름기가 없는 상태의 미디엄 혹은 시티(city) 혹은 풀 시티(full city) 로스트로 만든 에스프레소가 우승하기도 한다. 그러므로, 반드시 다크 로스트만 에스프레소로 만들어지지 않는다.

## 바리스타
에스프레소 머신을 전문적으로 다루는 사람을 가리켜 바리스타(barista)라고 한다. 바리스타는 이탈리아어로 바텐더라는 뜻이다. 이탈리아를 비롯한 유럽에서는 바리스타를 대대로 기술을 전수하는 장인이자 전문적인 직업으로 취급한다. 다른 나라에서는 젊은이들이 택할 수 있는 일로 여겨지며, 장인이나 전문적인 직업은 아니라고 생각하기도 한다. 좋은 에스프레소를 뽑아내려면 오랜 훈련이 필요하다. 갈아낸 커피의 굵기와 이를 거름막에 일정한 압력으로 누르고(탬핑(tamping) 또는 태핑(tapping)) 수동 기계의 경우에는 에스프레소를 뽑아내는 압력과 시간을 조절해야 한다. 솜씨 좋은 바리스타는 습도와 날씨의 영향까지 고려하여 커피를 조절한다. 또 뽑아낸 커피에 얹는 우유거품을 이용하여 아름답게 커피를 꾸미는 라떼 아트도 바리스타의 기술에 포함된다.

## 대중성

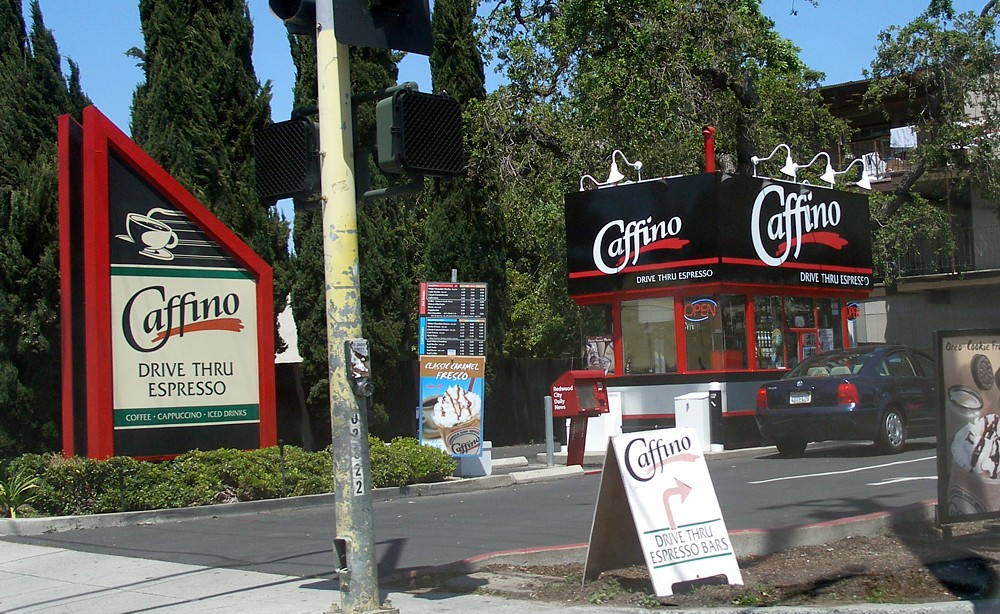
실리콘 밸리 근처, 드라이브-스루 에스프레소 가게

에스프레소는 남부 유럽, 특히 이탈리아, 프랑스, 포르투갈, 스페인에서 사람들이 가장 많이 마시는 커피이다. 이외의 유럽 지역에서도 인기가 높으며, 아르헨티나, 브라질, 쿠바 및 북미, 오스트레일리아, 뉴질랜드의 도시 지역에서도 인기가 높다. 오스트레일리아나 뉴질랜드에서는 거의 모든 카페, 커피하우스, 레스토랑 커피 업계에서 가장 많이 팔리는 커피이다.

## 미각
미각상으로는 커피 원두를 그대로 추출하였기 때문에 커피의 쓴맛이 강하고 진하다. 때문에 머그잔 대신 데미타세라 불리는 조그만 에스프레소 전용 잔을 사용하며 양도 적게 나온다. 제2차 세계대전 당시 추축국이었던 이탈리아가 조기 항복하고 미군이 로마에 진주했을 때 에스프레소를 마시게 되었는데 미국인의 입맛에 맞지 않게 매우 쓴맛이 강해서 물을 혼합해서 희석하여 마시게 되었는데 그것이 바로 아메리카노가 되었던 것이다.
여기에 스팀 밀크를 혼합하면 라떼가 되는데 이 경우는 우유의 유분이 에스프레소에 깊이 스며들어서 에스프레소의 쓴맛이 옅어지고 우유의 고소한 맛으로 희석된다.

## 에스프레소 용어와 베리에이션

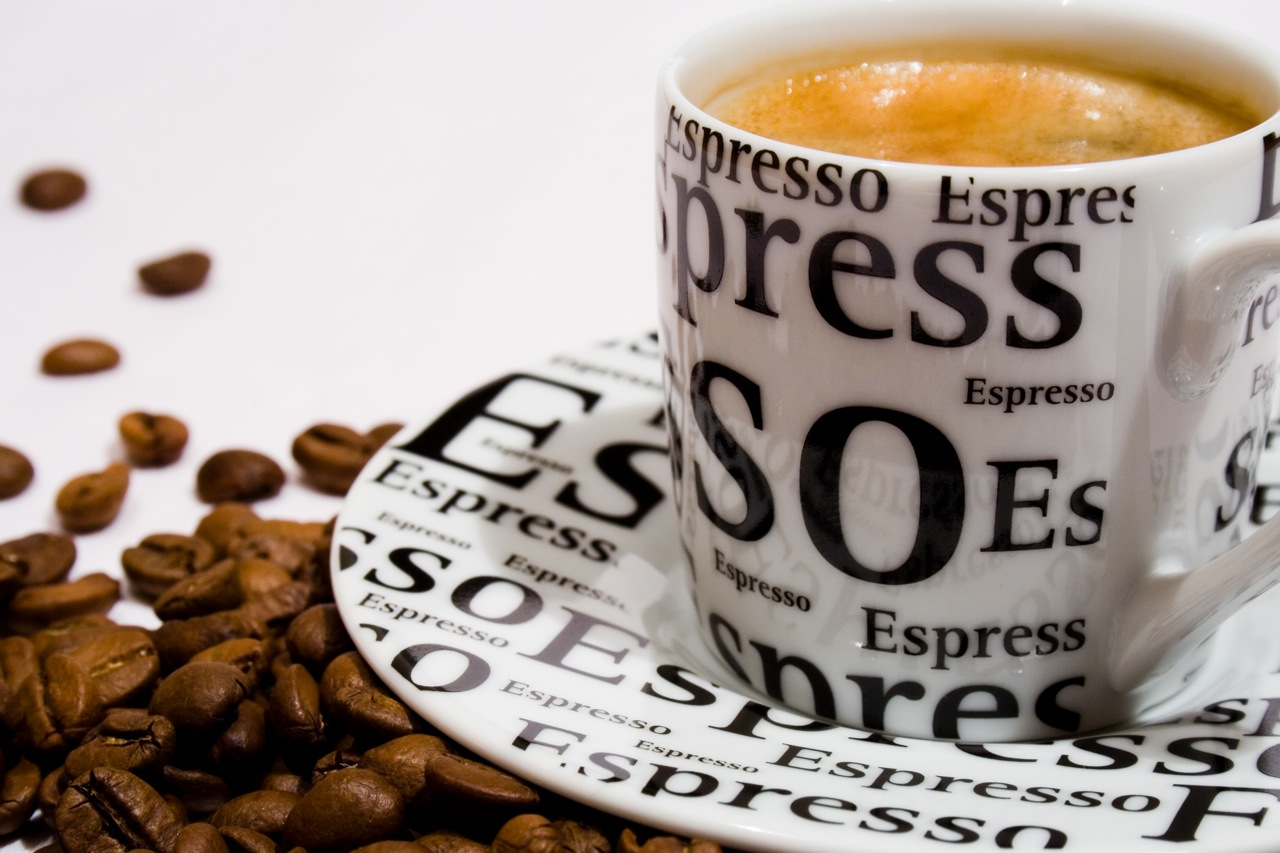
에스프레소 한 잔.

- 아포가또 (이탈리아어: "잠긴"): 아이스크림과 함께 내는 에스프레소. 바닐라향이 보통 쓰였으나, 각자의 입맛대로 아이스크림을 고르는 추세이다.
- 알렉산드리노: 주로 포르투갈의 커피점에서 인기 있는 에스프레소로, 연유 층이 있다. 숟가락 대신 계피 조각과 함께 나온다.
- 아메리카노 (이탈리아어: "미국의"): 에스프레소에 뜨거운 물을 섞어 묽게 한 것. 2차대전중에 유럽의 바리스타들이 미군들이 먹기 좋도록 발명했다는 설이 있다. 롱 블랙과 비슷하다.
- 카페 봉봉 (스페인어: "사탕같은 커피"): 연유가 담긴 작은 잔에 나오는 에스프레소. 젓지 않는 한 연유층은 분리되지 않는다.
- 리스뜨레또 (Ristretto, "제한된") 또는 에스프레소 꼬르또 (작은): 물을 더 적게 하고 농도를 짙게 하여 강한 맛을 내는 것 (10-20 ml).
- 솔로: (Solo, 하나) 원두7g, 30ml를 추출한 에스프레소 한 잔.
- 도피오: (Doppio, 둘) 원두14g, 60ml를 추출한 두 잔 분량의 에스프레소.
- 룽고: (Lungo, "긴") 에스프레소 추출 시, 한 번에 더 많은 양이 나오도록(50~60ml) 오래 추출한 것. 더욱 쓴 맛이 난다.바리스타1차시험

## 같이 보기
- 커피 여과기
- 에스프레소 머신
- 모카 주전자
- 비카